# مسجد شاهي شيترال
مسجد شاهي شيترال هو المسجد الرئيسي في مدينة شيترال بمنطقة خيبر بختونخوا في الباكستان، يقع على ضفة نهر شيترال بجوار قلعة شيترال. 
كان المسجد الرئيسي في مدينة شيترال في وقت وجود ولاية شيترال،  تم بناء المسجد في عهد حاكم شيترال شجاع الملك مهتار عام 1924.
وهو قطعة هندسة معمارية مكونة من الرخام الأبيض النقي والفن المنقوش.